# Teatro Oscar
Teatro Oscar (en sueco: Oscarsteatern, 1906), es un teatro sueco, ubicado en la calle Kungsgatan 63 de Estocolmo.
El teatro fue diseñado en estilo art nouveau por el arquitecto Axel Anderberg y fue inaugurado el 6 de diciembre de 1906. El salón tiene capacidad para 905 personas. El teatro lleva el nombre del rey Oscar II.
Se encuentra al lado del Casino Cosmopol y frente al hotel Scandic Grand Central.
Cuenta con una biblioteca con espacio para hasta 10 personas, en 2000 el escenógrafo Thomas Franck se encargó de diseñarla y amueblarla. Los libros son donados por actores y personas relacionadas o entusiastas del teatro, como el periodista Per Sundstrom, quienes ayudaron a construir y mantener el suministro.